# Capra pyrenaica

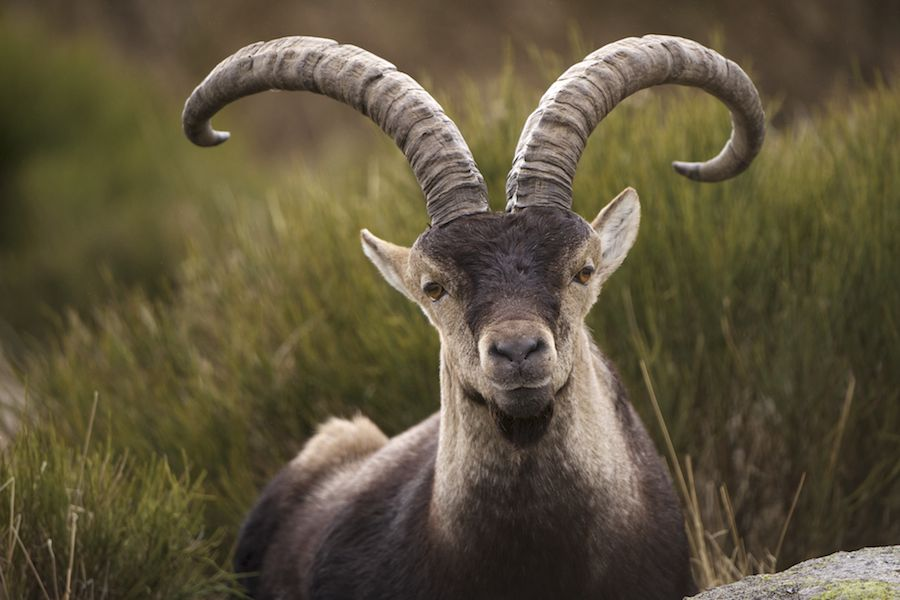
Íbex-ibérico da subespécie Capra pyrenaica victoriae na Serra de Gredos

A Capra pyrenaica (nomes comuns: íbex-ibérico ou cabra-montesa) é uma das espécies de bovídeos (Bovidae) do género Capra que no passado se encontrava no sul de França, Andorra, Espanha e Portugal, e atualmente encontra-se principalmente nas áreas montanhosas de Espanha e do norte de Portugal.

## Descrição
O íbex-ibérico é uma espécie com acentuado dimorfismo sexual, à semelhança de muitos outros bovídeos. As fêmeas têm cerca de 1,20 metros de comprimento, 0,60 m de altura na cernelha e pesam entre 30 e 45 kg. Tem cornos bastante curtos e parece-se com uma cabra doméstica, apesar desta ter origem na Capra aegagrus e/ou o markhor (Capra falconeri). Os machos podem chegar ao 1,48 m de comprimento e 0,77 m de altura, chegando a pesar 110 kg. Os cornos do macho são notavelmente grossos e podem chegar a ter o triplo do comprimento dos das fêmeas; estão mais separados entre si do que os doutras espécies de Capra. O machos adultos têm também um focinho mais alargado e a típica barba de bode escura debaixo da mandíbula.
A cor e comprimento da pelagem varia conforme as subespécies e a época do ano, tornando-se mais comprida e acinzentada no inverno. Depois da mudança de pelo entre abril e maio, a cor passa a castanho ou cor-de-canela, com manchas escuras nas partes inferiores das patas, que nos machos adultos se podem estender até aos costados, ombros e ventre. A parte central deste é branca em ambos os sexos, e a cauda é negra e curta, com 12 a 13 cm. A fenologia da pelagem pode ser um dos fatores importantes nos ciclos sazonais de alguns parasitas transmitidos por contacto, como por exemplo os ácaros causadores da sarna sarcóptica.

## Hábitos
O íbex-ibérico está ativo tanto de dia como de noite, mas as horas de maior atividade são a manhã e o final da tarde, perto do crepúsculo. No inverno são ativos durante as horas centrais do dia, que é quando faz mais calor.
São animais sociáveis, mas mudam frequentemente de manada. Esta pode ser constituída por machos adultos, fêmeas com as suas crias ou adolescentes de ambos os sexos (neste último caso só durante o verão). Os machos e as fêmeas adultas reúnem-se na época de cio, nos meses de novembro e dezembro, durante os quais ocorrem violentos combates entre os machos, que marram com nas cabeças uns dos outros. A massa dos testículos é um fator muito importante nos processo de seleção sexual. No íbex-ibérico, essa massa é maior durante a época do cio, especialmente nas idades em que os indivíduos optam por uma estégia reprodutiva de perseguição e não de monopolização da fêmea. As crias, uma por parto, nascem em maio.
Vivem tanto em bosques como em extensões herbáceas, em zonas montanhosas entre os 500 e 2 500 metros de altitude. A dieta é predominantemente herbácea, embora no inverno se torne mais arbustiva. Se necessário, escavam a neve para chegar à vegetação.

## Subespécies

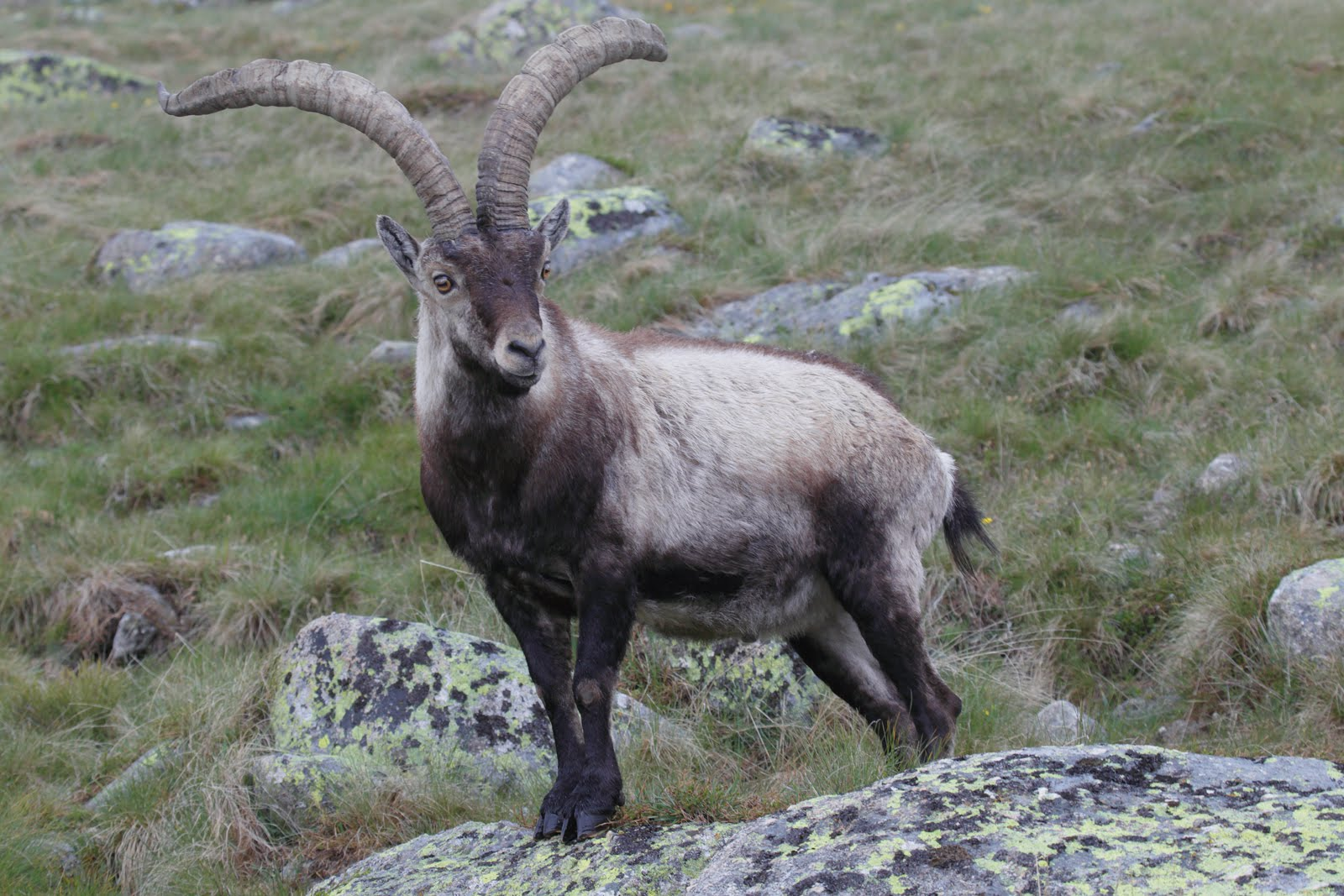
Capra pyrenaica hispanica

Conhecem-se quatro subespécies de íbex-ibérico, duas das quais já se extinguiram em tempos relativamente recentes. Não obstante, vários autores colocaram em dúvida a classificação que se segue:
- Capra pyrenaica pyrenaica — subespécie-tipo situada originalmente nos Pirenéus franceses e espanhóis, era chamada popularmente bucardo. O último exemplar morreu em janeiro de 2000.

- Capra pyrenaica hispanica — tem uma distribuição descontínua que se estende pelas cordilheiras próximas do mar Mediterrâneo. Tem a sua maior concentração na Serra Nevada.

- Capra pyrenaica victoriae — distribuída de forma desigual nas cordilheiras do centro e norte de Espanha. A sua principal população encontra-se na Serra de Gredos, onde vivem cerca de 10 000 exemplares. É considerada uma subespécie cinegética sob certas restrições.

- Capra pyrenaica lusitanica (íbex-português ou cabra montesa) — distribuída originalmente pelas montanhas fronteiriças entre a Galiza e Portugal, extinguiu-se em 1892 na Serra do Gerês (Portugal).

## Estado de conservação
O íbex-ibérico tem como predadores naturais lobos, ursos e águias, mas estes desapareceram das suas outrora amplas zonas de distribuição. A caça a esta espécie por parte do homem remonta à Pré-história, primeiro pelo homem-de-neandertal e desde há 40 000 a 35 000 anos pela nossa espécie. Os restos de Capra pyrenaica são abundantes nas cavernas paleolíticas e aparece representada com frequência nas pinturas rupestres de toda a península Ibérica.
Com a introdução da agricultura e o aumento da população humana, e com ela a sua caça, o íbex-ibérico desapareceu de várias zonas e noutras diminuiu acentuadamente. Em tempos recentes, o facto de ser uma espécie única no mundo, endémica da península, converteu-a num espécie valorizada de caça grossa. Há provas da vinda de caçadores vindos expressamente de França e do Reino Unido durante os séculos XIX e XX, especialmente para os Pirenéus, para caçar um exemplar e conseguir um troféu.
Como acontece com outras espécies de ungulados de montanha, os parasitas e as doenças também têm um papel importante na regulação das populações. No entanto, alterações nas relações entre parasitas e hospedeiro conduzem por vezes a grandes desequilíbrios e a epizootias. Por exemplo, a sarna sarcóptica, endémica em algumas zonas, também pode por em risco algumas populações. Esta doença, por vezes mortal para os íbexes, afeto de forma desigual os machos e as fêmeas e limita as capacidades reprodutivas dos indivíduos.

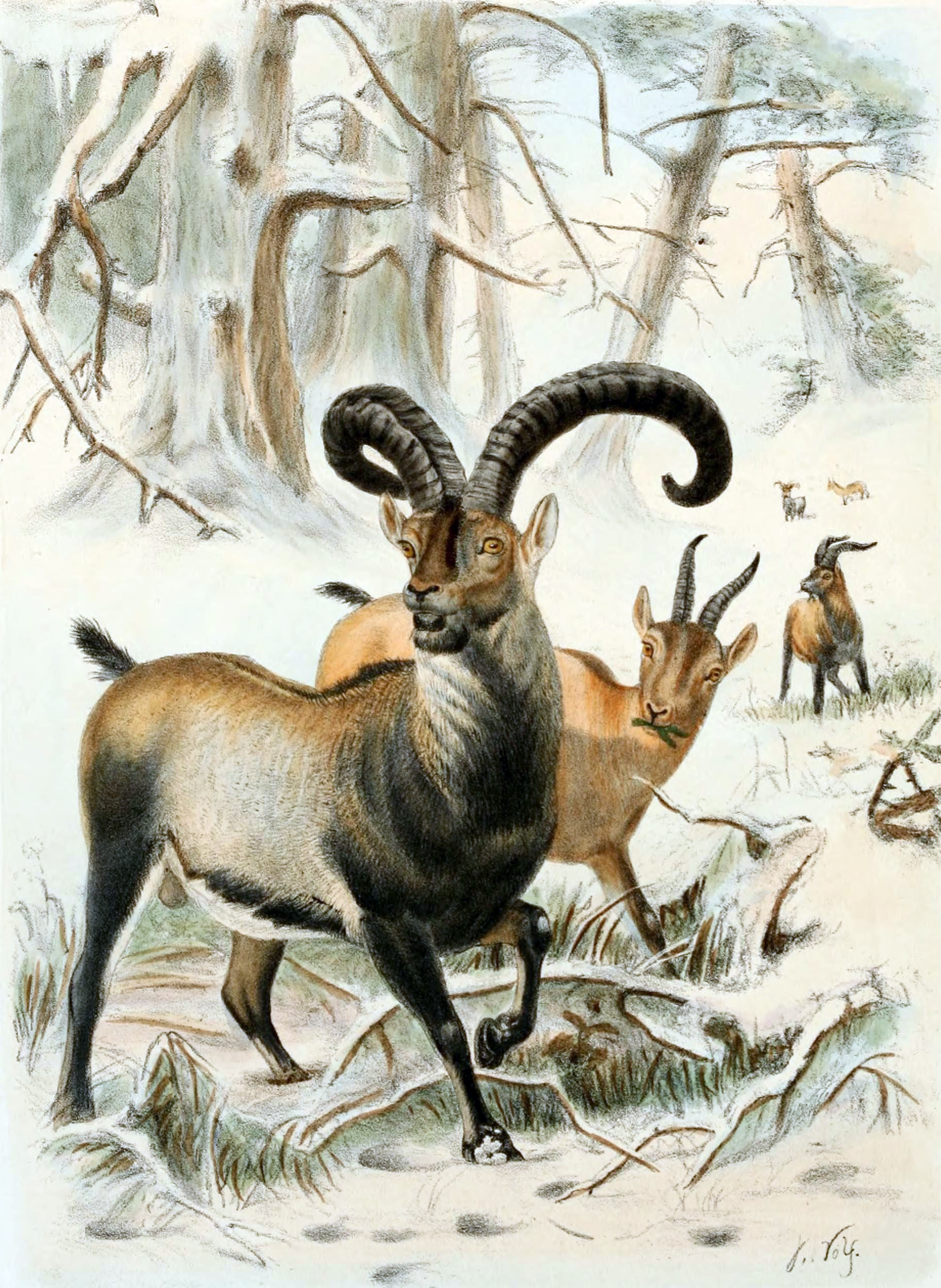
Capra pyrenaica pyrenaica, completamente extinta em 2000

No final do século XIX, a população do íbex-ibérico já estava em rápido declínio, tendo-se extinguido a subespécie galaico-portuguesa. O rei Afonso XIII de Espanha criou em 1905 o Refúgio Real de Caça da Serra de Gredos para limitar a caça deste animal na zona e salvar assim a já reduzida população local, mas não tomou mais medidas para preservar a espécie. Só em 1950 se começaram a criar numerosas reservas para proteger o íbex, embora em alguns casos não se criaram políticas adequadas para o efeito. A extinção recente do bucardo deve-se em grande medida a isso — nos anos 1970 a população estava reduzida a 20 exemplares, pelo que estava condenada a desaparecer em poucas décadas. Durante os últimos anos do franquismo tentou-se encobrit a falta de cabras-montês para as caçadas introduzindo outros bovídeos forasteiros, como o muflão (Ovis ammon musimon) e o carneiro-da-Barbária (Ammotragus lervia), que provocaram um impacto desigual sobre a flora e fauna local e em alguns casos colocaram ainda mais pressão sobre o íbex-ibérico, pois competem com ele pelos mesmos recursos. A competição por alimento com o gado doméstico, a possibilidade de  hibridação com a cabra doméstica e a seleção artificial para exploração cinegética são também fatores de risco para a conservação de algumas populações.
Estima-se que as subespécies que sobrevivem somem cerca de 50 000 exemplares, presentes na sua maior parte na Serra Nevada, Gredos, Las Batuecas, Ports, Muela de Cortes, Serrania de Cuenca, Alcaraz, Serra Madrona, Serra Mágina, Serra de Cazorla, Serra de Segura, Los Filabres, Serra das Neves e montes de Cádis.
Foram também introduzidas algumas cabeças em vários pontos da península, como a Serra de Guadarrama ou o município de Albaladejo (Cidade Real). Em 2006 foram introduzidos 13 exemplares em  Doney de la Requejada, Sanábria. Desde 2003 que a Junta da Galiza tem em curso um plano de reintrodução em larga escala na Galiza. Enquanto que a caça da espécie é proibida em muitas zonas, noutras, como em Gredos, é usada como meio de controlo da população devido à escassez de predadores naturais, o que ao mesmo tempo traz benefícios valiosos às economias locais.